# 亀の恩返し〜ウラシマ伝説〜
『亀の恩返し ウラシマ伝説』（かめのおんがえしウラシマでんせつ、英題：Xexyz）は、1988年8月26日にハドソンから発売されたファミリーコンピュータ用ゲームソフト。

## 概要
本作は、説話『浦島太郎』をモチーフにした近未来が舞台のアクションゲームである。プレイヤーはケン・ウラシマを操作し、機獣帝ゴルーザ率いる機獣帝国を倒して竜宮王国の王女・オトヒメ18世を救出するのがゲームの最終目的となる。
通常は敵を倒しながら進んでいく横スクロール形式のアクションゲームであるが、一部のステージにおいて横スクロール形式のシューティングゲームに切り替わるという一風変わった特徴を持つ。また、この当時のゲームとしてはマルチエンディングを採用している珍しい作品でもある。

## ゲーム内容

### システム
ライフ制、プレイヤーストック制を導入。ライフゲージは奇数面クリア後に現れるサイボーグ獣への搭乗によって上限値が上昇する。
ウラシマは、多彩な攻撃が可能な攻撃アイテムと特殊な効果を持つスペシャルアイテムを装備することができる。これらは犬仙人の部屋で取得するか、アイテムショップの扉で通貨の概念であるEボールを消費することで購入することができる。
サイボーグ獣は、Bボタンで前方向に弾、Aボタンで前方下部へ対地用の弾をそれぞれ発射できる。また、ステージ中には機体のパワーアップアイテムが出現し、「S」は3段階までのスピードアップ、「P」は通常弾の発射速度と2方向攻撃の2段階の攻撃強化がある入手することでパワーアップすることができる。

### 装備
装備品は5項目の攻撃アイテム、3項目のスペシャルアイテムの2系統に分かれる。

#### 攻撃アイテム
2段階まで強化可能という共通設定を持っている。
イカコウセン
短射程の矢尻形レーザービームを前方に射出する。強化項目は飛距離。「ブリガンディーネ」に最初から搭載されている標準武器であり、どの武器を装備しても上方向攻撃はイカコウセンで固定されている。
タコボール
常に斜め下に射出される弾力性の高いボールで、接触面に対して90度に軌道を変えて数回反射する。強化項目は射出速度。
クラゲボール
長射程の手裏剣形レーザービームを三角波軌道で射出する。強化項目は同時射出数。
ウミヘビボール
ウラシマの周囲を回転するオプションが出現し、オプションから平行に弾丸が射出される。強化項目はオプション追加。しゃがみ状態では弾丸が射出されずにオプションと同じ動きを取る特徴がある。オプションには攻撃判定が存在するが、ダメージ判定が存在しないため敵の弾丸を防ぐ事はできない。
シンジュレーザー
単発でも強力な弾丸形レーザービームを射出し、攻撃ボタンを押し続ける事で一直線上に連ねて一気に連射する。強化項目は連射性能。犬仙人いわく「究極の兵器」。

#### スペシャルアイテム
ダメージを3回受けると無効化される共通設定を持っている。強化は不可能。
トビウオウィング
ジャンプ力を通常時の数倍に強化し、落下中にジャンプボタンを連打すると降下速度が緩やかになる。また、ジャンプをしていない状態に限り、落下中に1度だけ空中ジャンプが可能。
カイバシラミラー
ウラシマの頭上に幻影が発現し、常に実体と同じ行動を取る。幻影自体にはダメージ判定は無い。
サザエタイフーン
強力な渦を身にまとい、10秒間無敵状態となる。使用中は一切の攻撃が不可能。

## ステージ構成
全11エリア+αで構成されており、各島エリアの機械城にいるボスを倒し捕らわれた姫を救出し次のエリアへ進行させていく。大きく分けて奇数面は島エリア内でのアクションゲームで、偶数面は次の島エリアに移動するまでのシューティングゲームで構成されている。
各島エリアは屋外ステージから開始され、まずプレイヤーは右端にある機械城に侵入するため、侵入に必要なヒトデスターを入手しなければならない。このヒトデスターは、星のマークがついた柱を攻撃することで出現する隠し扉に入り、中にいる魔神を倒すことで入手できる。機械城ステージでは、リュウオウのいる扉を見つけ、そこでボス戦に突入する。
奇数面のボスを倒した後、シューティングゲームパートに変更される。プレイヤーは戦闘機「サイボーグ獣」に搭乗し、ステージの最後に登場するボスを倒して、次の島エリアに移動する。なお、前述の機械城ステージでもシューティングゲームパートが存在し、パート終盤に2つの入り口が出現し、正しい出口を見つけないとパート序盤からループすることになる。

## キャラクター紹介

### 主要キャラクター
ケン・ウラシマ
主人公。浦島太郎の子孫であり、未来の日本に住む青年。いつの頃からか赤く染まった海を見ては、「青い海に戻るのはいつの日か」と日々嘆いている。化け蟹に襲われていたカメを生まれつき備わっていた超能力を使って助けた事をきっかけとして、竜宮王国の救援要請を引き受ける。
オトヒメ18世
乙姫の子孫であり、竜宮王国の王女。突如として竜宮王国を襲撃した機獣帝ゴルーザ率いる機獣帝国によって連れ去られた。
リュウオウ
竜宮王国の王。各島の城の最奥部でモノクロのホログラムとして出現し、城を占領しているボスが待ち構える異空間に繋がる扉を開けてくれる。
ゴルーザ
機獣帝国の帝王であり、超巨大宇宙戦艦「ゴルーザ城」の主。竜宮王国を急襲して大打撃を与え、オトヒメ18世を連れ去った。その後も周囲の島に侵攻を続け、側近に主要な島を占拠させている。
カメ
竜宮王国の生き残り。機獣帝国に対抗するために力のある人物を探し、タイムスリップを繰り返していた。ケン・ウラシマが住む時代に到着した際に化け蟹に襲われていたところをウラシマに助けられ、彼を見込んで自分たちの世界へ連れて行き、ウラシマが救援要請を承諾するとバトルスーツ「ブリガンディーネ」を授けた。ちなみに、バトルスーツの名前は開発時の仮タイトル「闘亀伝ブリガンディーネ」に由来する。

### 姫
各島を治める姫。島を占領したボスに捕らえられており、救出後はそれぞれの名前にちなんだ従者を率いて踊りを披露し、戦闘機である「サイボーグ獣」を提供してくれる。
ワカメ姫
「遺跡の島」の姫。
マリモ姫
「森の島」の姫。
サンゴ姫
「ガラスの島」の姫。
サザエ姫
「湖の島」の姫。
シンジュ姫
「火山の島」の姫。

### その他キャラクター
ホゲホゲ
謎の浮遊生物。ボール状の体に目、口、足が付いている。ミニゲーム「ホゲホゲヘディング」や、マルチエンディングの1つに登場する。
魔神
各島に隠された神殿に眠る太古の神の彫像。各島の機械城へ入るために必要な「ヒトデスター」を守護している。
カップメン族
機獣帝国の襲撃に遭って干からびてしまった一族。水道の蛇口からお湯を注いでやると復活し、お礼としてEボールを貰える。なお、カップメン族はほぼ女性しか存在しておらず、誰もが腰痛持ちという変わった共通点がある。
ケロ
高台の上にある椅子に座っているカエル人間で、ウラシマを「ウラシマクン」と呼ぶ。Eボールとの定量交換でライフを回復してくれるが、物語が進むほどに交換量を多く請求してくるようになる。
犬仙人
祠の中で一人静かに時を過ごす犬型の老人で、ウラシマを「ウラシマドン」と呼ぶ。各島に1人または2人おり、その時点で最も新しい武器アイテムかスペシャルアイテムを無償で提供してくれる。

## スタッフ
- 音楽：高山博彦
- サウンド・ドライバー：増子司

## 評価
ゲーム誌『ファミコン通信』の「クロスレビュー」では合計23点（満40点）、『ファミリーコンピュータMagazine』の読者投票による「ゲーム通信簿」での評価は以下の通り18.38点（満30点）となっている。
| 項目 | キャラクタ | 音楽 | 操作性 | 熱中度 | お買得度 | オリジナリティ | 総合  |
| 得点 | 2.99       | 2.83 | 2.78   | 2.64   | 2.57     | 2.61           | 18.38 |

## その他

### 「ハドソン全国キャラバン」との関連性
本作は、当時の夏の名物となっていたゲームイベント「ハドソン全国キャラバン」に少なからず関係を持つ作品である。第四回大会の開催年である1988年2月頃、ファミコン専門誌上において「ハドソンが新作シューティングゲームを開発中」という記事が掲載され、
- 1.同年夏頃の発売を示唆していた
- 2.開発中の仮タイトルが「ゴーデス」（同社の『スターフォース』に登場する隠しキャラクター）だった

という2点に加え、さらに
- 3.同年3月下旬に開催された「コロコロコミック 春休み全国PCエンジン祭り」の大会公式ソフトが、PCエンジンに移植された『R-TYPE 1』だった

という点から、シューティングゲームの腕前を競う大会として人気を博した「ハドソン全国キャラバン」第四回大会の公式ソフトもまた例年に続いてシューティングゲームであり、『R-TYPE 1』を採用しての3月の大会はその前哨戦で、夏の大会では開発中である「ゴーデス」か「R-TYPE 2」のどちらかが公式ソフトになる可能性が高いとするなど、ゲーム雑誌を中心に様々な憶測が飛び交った。しかし、その後に仮タイトルを「闘亀伝ブリガンディーネ」に変更して開発を進めていると発表され、4月には正式タイトルである『亀の恩返し』となって現在のスタイルで開発が終盤に差し掛かっている事が発表された。
最終的には、同年のキャラバンは6月24日に同社から発売された野球ゲーム『パワーリーグ』が大会公式ソフトに採用され、本作はキャラバン開催期間中である8月26日に発売された。これにより、1992年に第八回大会で終了するまでの「ハドソン全国キャラバン」としては、最初で最後のシューティングゲーム以外での大会開催となった。